# 欧陆流行乐
欧陆流行乐（英語：Europop，也拼作Euro pop）是一种流行音乐风格，起源于20世纪60年代中后期的欧洲，并在20世纪70年代末发展成为如今的形式。欧陆流行乐在20世纪80年代和90年代欢迎程度名列前茅，并在21世纪初得以复兴并受到一定程度的欣赏。

## 历史
在20世纪70年代和80年代初，该音乐类型的组合主要流行于欧洲大陆国家，但ABBA（1972年—1983年）是个例外，这支瑞典四人乐队在英国、北美和澳大利亚都取得了巨大成功，他们在英国共发行了20首歌曲在英国排行榜排位前10名的单曲和9张畅销专辑。